# Lilly Scheuermann
Lilly Scheuermann (* 13. November 1945 in Wien; † 24. November 2024 ebenda) war eine österreichische Balletttänzerin.

## Leben
Lilly Scheuermann war die Tochter des aus Deutschland stammenden Autors und Verlegers Walther Scheuermann. Sie war seit 1985 in zweiter Ehe mit Christian Tichy, dem Ballettmeister der Wiener Staatsoper, verheiratet und führte seither den Doppelnamen Lilly Tichy-Scheuermann. Aus dieser Ehe stammt eine Tochter. Ihre ältere Tochter Patricia Tichy aus der ersten Ehe mit Alfons Jacob ist ebenfalls Balletttänzerin und derzeit engagiert in der Companie von John Neumeier in Hamburg.

## Karriere
Nach ihrer Ausbildung als Elevin an der Ballettschule der Österreichischen Bundestheater von 1955 bis 1961 wurde Scheuermann zunächst als Chortänzerin an die Wiener Staatsoper engagiert. 1967 wurde sie dort Solotänzerin, ab 1969 gehörte sie dem Ensemble als 1. Solotänzerin an und blieb dies bis zu ihrer Pensionierung im Jahr 1990.
Ihre ersten Rollendebüts als Solistin gab sie 1963 als Giselle bei den Bregenzer Festspielen und 1964 als Aurora in Dornröschen an der Wiener Staatsoper. In diesem Jahr trat sie auch in der Premiere von Schwanensee in der Choreografie von Rudolf Nurejew auf. In dieser Inszenierung, in der Nurejew an der Seite von Margot Fonteyn tanzte, war sie als einer der vier kleinen Schwäne zu sehen.
Während ihres drei Jahrzehnte umspannenden Engagements an der Wiener Staatsoper tanzte sie zahlreiche klassische Ballerinenrollen wie Giselle, Odette/Odile, Aurora, Marie und Sylvia, glänzte aber auch als Interpretin literarischer oder mythologischer Figuren, etwa als Julia, Chloe, Melisande oder Eurydike. Zu ihren Rollenkreationen zählten unter anderem Partien in Werken von Aurel von Milloss, Hans van Manen, Jiří Kylián, Rudi van Dantzig, Erich Walter und Jochen Ulrich.
Zu ihren Partnern gehörten die bedeutendsten Tänzer ihrer Zeit wie Rudolf Nurejew, Fernando Bujones und Paolo Bortoluzzi. Sie tanzte mehrfach in den Choreografien von George Balanchine und trat auch als Gast des Ballettfestivals von John Neumeier an der Hamburgischen Staatsoper auf.